# Lahcen Ouadani
Lahcen Ouadani (Marrakech, 14 luglio 1959) è un ex calciatore marocchino, di ruolo difensore.

## Carriera

### Nazionale
Con la Nazionale marocchina ha preso parte ai Mondiali 1986 giocando 2 partite.